# Parabaik
Parabaik (birm. ပုရပိုက်  /pəɹəbaiʔ/) — rodzaj birmańskich rękopisów, sporządzonych na papierze składanym następnie w formie harmonijki. Mianem tym określa się też papier, na którym sporządzany jest rękopis.

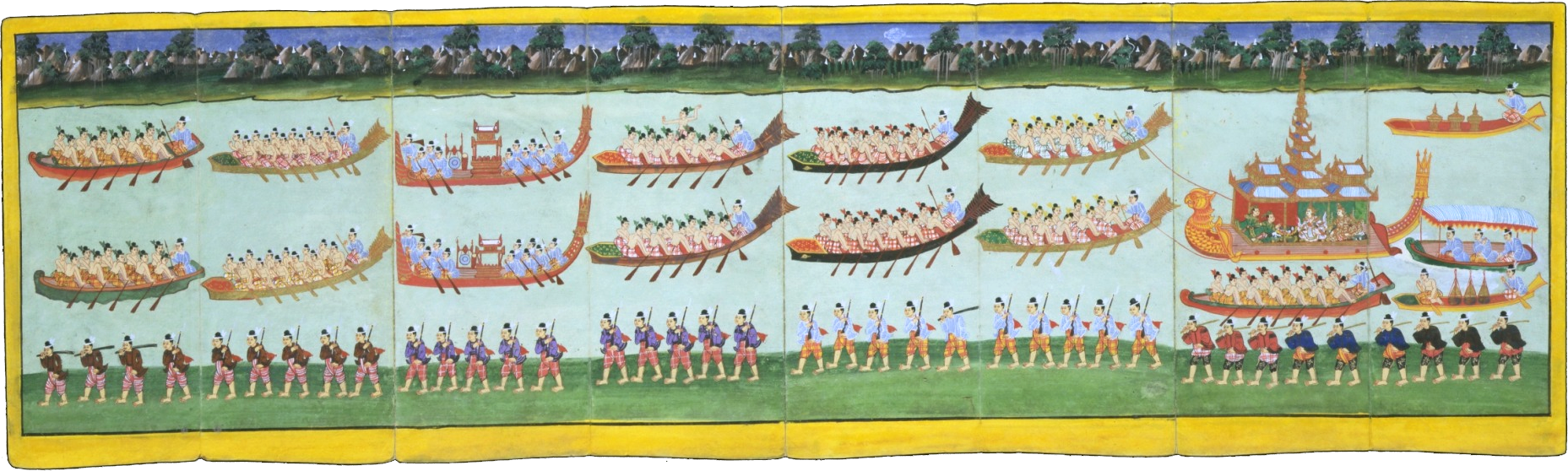
Parabaik przedstawiający sceny z życia dworu Konbaung

Jest to jedna z dwóch podstawowych form rękopisów birmańskich obok tekstów spisanych na liściach palmowych (pei za, birm. ပေစာ /pèi zà/). Parabaiki sporządzano od ok. XIV w. do połowy XIX w., kiedy zostały zastąpione przez papier importowany z Zachodu. Ocenia się, że dokumenty w formie parabaików miały trwałość około 150 lat . Cenniejsze dokumenty przechowywano w małych drewnianych skrzynkach, które na ogół nie zachowały się do dzisiaj.

## Papier
Parabaiki spisywano na papierze, barwionym na czarno za pomocą tuszu indyjskiego lub pozostawianym w naturalnym, kremowym kolorze (inskrypcje wspominają też o parabaikach spisywanych na arkuszach metalu i skórze – obecnie wyjątkowo rzadko spotykanych). Papier sporządzano z drewna brusonecji (Broussonetia papyrifera) bądź z pulpy bambusowej. Otrzymane arkusze składano od 1 do 64 razy i w zależności od liczby złożeń dzielono na 7 kategorii . Arkusze białego papieru sklejano ze sobą zarówno powierzchniami w celu zwiększenia jego grubości, jak i brzegami w celu uzyskania jego większej długości.
Mała trwałość papieru w  klimacie subtropikalnym Mjanmy powodowała, że cenniejsze parabaiki były przepisywane co ok. 100 lat.

## Tekst
Czarny papier wykorzystywany był do sporządzania tekstów, których trwałość nie była istotną cechą – prywatnych notatek, tekstów urzędowych, szkiców poważniejszych tekstów, zapisywanych później na liściach palmowych, oraz niektórych prac naukowych. Do pisania służyły rysiki sporządzone ze steatytu; czasem litery bywały złocone. Pisanie steatytowym rysikiem na czarnym papierze przypominało pisanie kredą na tablicy: jeden tekst mógł zostać łatwo wytarty i zastąpiony następnym. Stąd na jednym arkuszu czarnego papieru często można znaleźć fragmenty kilku różnych dokumentów, sporządzonych w różnym czasie. Najstarsze teksty, zachowane w formie czarnych parabaików, pochodzą z końca XVIII w. 
Biały papier przeznaczony był do tworzenia trwałych dokumentów. Na jego arkuszach zapisywano zwłaszcza tekst ilustrowany. Sporządzenie ilustracji było poprzedzone dodaniem żółtego tła. Częstą tematyką tekstów umieszczanych na białym papierze były historie z życia Buddy, dźataki i życie na dworze królewskim. Na białym papierze spisywano też kroniki - np. Maha Yazawin Thit miała postać 15 fascykułów parabaików. Ze względu na dużą liczbę ilustracji także teksty dotyczące astrologii pisano często na białym papierze.
Okładki parabaików bywały dekorowane wypukłymi ornamentami i złocone.

## Stan zachowanych dokumentów
Z uwagi na materiał, z jakiego zostały wykonane, parabaiki nie są przedmiotami o dużej trwałości. Papier podatny jest na uszkodzenia przez grzyby, owady i wilgoć, a wszystkie te czynniki występują w dużym natężeniu w subtropikalnym klimacie Mjanmy. Przechowywane w drewnianych w większości budynkach często padały wraz z nimi ofiarą pożarów. Wielokrotnie rozkładany i składany papier ulega też łatwo przetarciom, co powoduje fragmentację dokumentów. Burzliwe dzieje Mjanmy wiązały się z rozpraszaniem zbiorów i ich porzucaniem. Międzynarodowa izolacja Mjanmy nie sprzyjała również wykształceniu fachowej kadry bibliotekarzy, archiwistów i konserwatorów. Wszystko to doprowadziło do utraty wielu egzemplarzy parabaików oraz bardzo złego stanu pozostałych dokumentów .
W celu ratowania dziedzictwa narodowego Mjanmy, jakie stanowią parabaiki, we wrześniu 1994 powołano Narodową Komisję ds. Zachowania Tradycyjnych Manuskryptów (National Commission for the Preservation of Traditional Manuscripts). Do jej zadań należy m.in. indeksacja i archiwizacja zachowanych dokumentów w formie cyfrowej .